# Leptogium arisanense
Leptogium arisanense är en lavart som beskrevs av Asahina. Leptogium arisanense ingår i släktet Leptogium och familjen Collemataceae.   Inga underarter finns listade i Catalogue of Life.